# Live or Die (tomik Anne Sexton)
Live or Die – tomik amerykańskiej poetki Anne Sexton, opublikowany w 1966, wyróżniony Nagrodą Pulitzera w dziedzinie poezji za 1967.